# Effraie de Prigogine
Tyto prigoginei
Espèce
Synonymes
- Phodilus prigoginei

Statut de conservation UICN

 EN B1ab(i,ii,iii,v) : En danger
Statut CITES
L'Effraie de Prigogine (Tyto prigoginei, anciennement Phodilus prigoginei) est une espèce d'oiseaux de la famille des Tytonidae.

## Systématique

### Taxonomie
Son nom rend hommage à l'ornithologue russe Alexandre Prigogine (1913-1991).

### Genre
Le 1er novembre 2022, l'Union internationale des ornithologues décide de changer le genre de la Phodile de Prigogine passant du genre Phodilus au genre Tyto, ce qui provoque aussi son changement de nom vernaculaire passant de la Phodile de Prigogine à l'Effraie de Prigogine.

## Répartition
Cet oiseau est natif d'une petite région de l'est de la République démocratique du Congo et probablement au Rwanda et au Burundi.